# Harz (Landkreis Goslar)

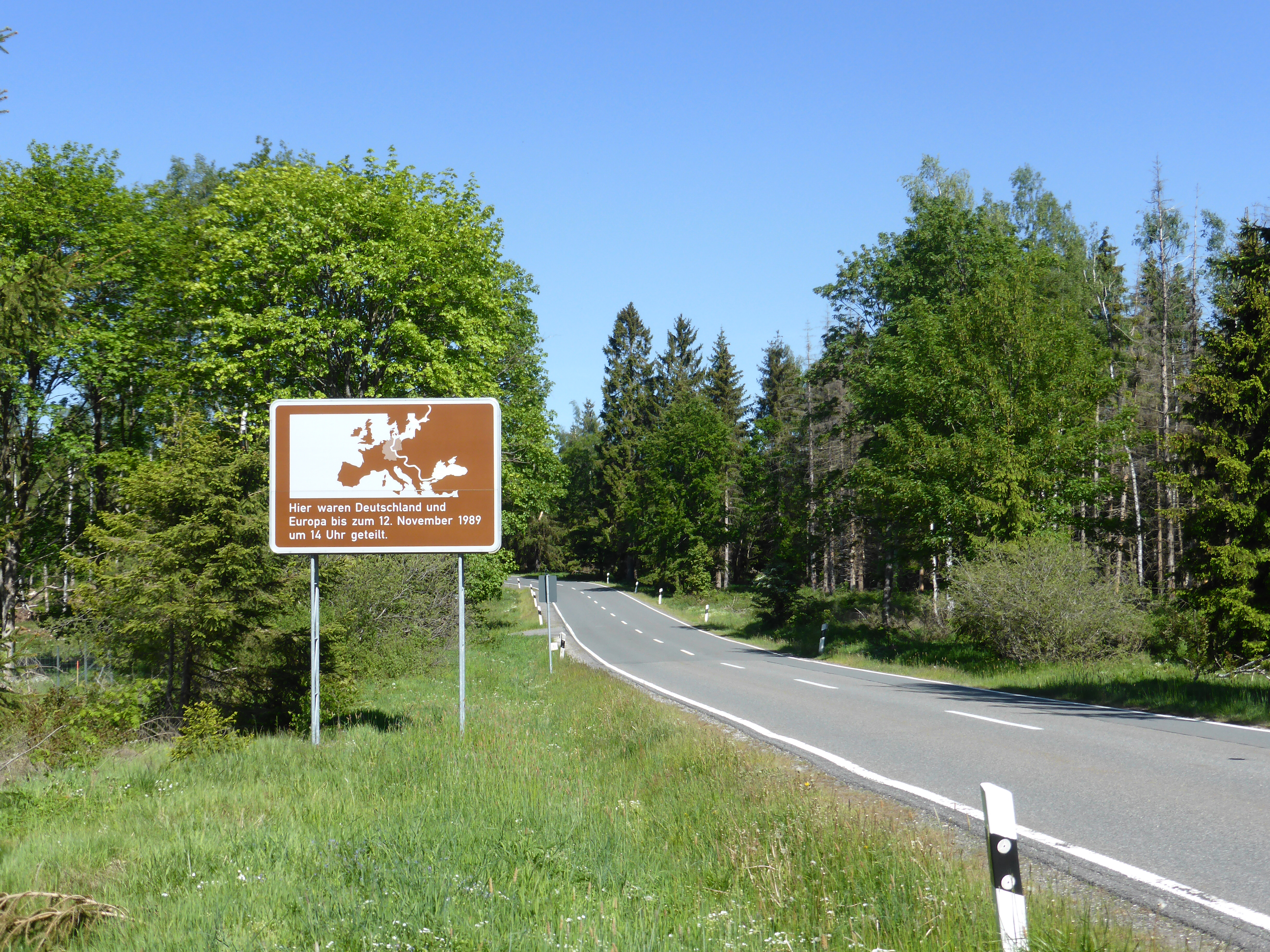
Blick in das gemeindefreie Gebiet Harz mit Bundesstraße 4 in Fahrtrichtung Hohegeiß

Der Verwaltungsbezirk Harz (Landkreis Goslar) ist ein gemeindefreies Gebiet im Landkreis Goslar.
Der unbewohnte Landstrich befindet sich im Oberharz (Niedersachsen). Mit einer Größe von 371,76 km² (31. Dezember 2006) ist es das größte gemeindefreie Gebiet Deutschlands.
Obwohl dort keine Bewohner gemeldet sind, trägt es aus verwaltungstechnischen Gründen den amtlichen Gemeindeschlüssel 03 1 53 504. Die Fläche erstreckt sich über weite Teile des Oberharzes, von Seesen/Langelsheim im Nordwesten bis nach Hohegeiß im Süden des Landkreises Goslar. Das gemeindefreie Gebiet Harz im Landkreis Goslar besitzt viele Enklaven: So werden von ihm die Ortsteile Wildemann und Altenau-Schulenberg im Oberharz der Berg- und Universitätsstadt Clausthal-Zellerfeld, der Braunlager Stadtteil St. Andreasberg und weitere Ansiedlungen (meist Gaststätten) vollständig eingeschlossen.
Die Verwaltung des gemeindefreien Gebietes obliegt dem Niedersächsischen Forstamt Clausthal, welches auch aus einigen Steinbrüchen Gewerbesteuern einnimmt und bei Personenstandsfällen die entsprechende Urkunde (Geburtsurkunde, Sterbeurkunde) ausstellt. Darüber hinaus stellt es auch die Sicherheit und Ordnung her. 

## Geschichte
Die Entstehung der gemeindefreien Gebiete im Oberharz hängt mit der Bergbaugeschichte zusammen. Das gemeindefreie Gebiet Harz in seinen heutigen Abmessungen entstand am 1. Juli 1972 mit der Aufteilung des Landkreises Zellerfeld auf die beiden Landkreise Goslar und Osterode am Harz: Das damalige gemeindefreie Gebiet Harz wurde in die beiden gemeindefreien Gebiete Harz (Landkreis Goslar) und Harz (Landkreis Osterode) geteilt. Mit dem Anschluss des Landkreises Osterode an den Kreis Göttingen wurde der südliche Teil Ende 2016 zum Harz (Landkreis Göttingen).
Am 1. Januar 1980 wurden die gemeindefreien Gebiete Braunlage, Gittelde, Hahausen, Harzburg II, Hohegeiß, Langelsheim, Riechenberger Klosterforsten, Seesen I, Seesen II und Wolfshagen in das gemeindefreie Gebiet Harz (Landkreis Goslar) eingegliedert. Sie gehörten vor der Vergrößerung des Landkreises Goslar zu den Landkreisen Blankenburg, Gandersheim und Wolfenbüttel.